# Celaena tripuncta
Celaena tripuncta là một loài bướm đêm trong họ Noctuidae.